# Elektrochemiczna redukcja dwutlenku węgla
Elektrochemiczna redukcja dwutlenku węgla – jedna z metod konwersji dwutlenku węgla (CO
2) w celu wytworzenia prostych związków organicznych, np. metanolu, węglowodorów, kwasów karboksylowych (np. kwasu mrówkowego) lub tzw. gazu syntezowego (czyli mieszaniny CO + H
2).
Po raz pierwszy reakcję taką przeprowadzono w XIX wieku, natomiast od lat 80. XX wieku nastąpił wzrost zainteresowania tego typu procesami ze względu na wzrost cen paliw kopalnych.

## Termodynamika i kinetyka procesu redukcjiCO2
Redukcja dwutlenku węgla wymaga rozerwania podwójnego wiązania C=O, którego energia dysocjacji wynosi 750 kJ/mol. Energia ta jest znacznie większa niż energia np. wiązania C−C (336 kJ/mol) lub C−O (327 kJ/mol), co oznacza, że przeprowadzenie takiej reakcji jest szczególnie trudne. Dla zapewnienia odpowiedniej kinetyki reakcji, poza dużym nakładem energii konieczne jest stosowanie specjalnych katalizatorów.
Podczas elektroredukcji CO
2 zachodzą wieloetapowe reakcje, obejmujące sumarycznie przyłączenie 2–8 protonów i 2–8 elektronów.
| Produkt redukcji CO 2 | Reakcja                          | E0 przy pH = 7, względem SHE [V] |
| --------------------- | -------------------------------- | -------------------------------- |
| CO                    | CO 2 + 2H+ + 2e− → CO + H 2O     | −0,53                            |
| HCOOH                 | CO 2 + 2H+ + 2e− → HCOOH         | −0,61                            |
| HCHO                  | CO 2 + 4H+ + 4e− → HCHO + H 2O   | −0,48                            |
| CH 3OH                | CO 2 + 6H+ + 6e− → CH 3OH + H 2O | −0,38                            |
| CH 4                  | CO 2 + 8H+ + 8e− → CH 4 + 2H 2O  | −0,24                            |
| CO•− 2                | CO 2 + e− → CO•− 2               | −1,90                            |

Wieloelektronowe reakcje redukcji CO
2 zachodzą przy bardziej dodatnich potencjałach, niż reakcja jednoelektronowa. W wyniku jednoelektronowej reakcji redukcji CO
2 występuje duże rozproszenie energii pomiędzy liniową cząsteczką CO
2 a anionorodnikiem CO•−
2 o budowie kątowej. W konsekwencji reakcje wieloelektronowe są bardziej preferowane ze względów termodynamicznych, gdyż powstają bardziej stabilne cząsteczki.
Aktywność i specyficzność elektroredukcji CO
2 zależy między innymi od przyłożonego potencjału i obecności protonów na granicy fazy elektrokatalitycznej. Po adsorpcji i aktywacji cząsteczki CO
2, podwójne wiązanie C=O jest znacznie osłabione, co pozwala na konwersję CO
2 do CO•−
2 lub HCO−
2. Częstą cechą tego procesu jest pojawienie się trującego lub pasywującego półproduktu typu CO. Jeżeli redukcję CO
2 prowadzi się w roztworach wodnych, to konkurencyjna reakcja wydzielania wodoru zachodzi w tym samym zakresie potencjałów, co redukcja CO
2 i jest skomplikowaną reakcją uboczną. Ponadto podczas reakcji redukcji CO
2 można zauważyć wpływ różnych warunków na kierunek reakcji, jak potencjał, pojemność buforowa i lokalne pH, stężenie CO
2, wpływ mieszania, ciśnienie CO
2 czy temperatura. Ponadto rodzaj produktów elektrochemicznej redukcji dwutlenku węgla zależy od elektrokatalitycznego potencjału redukcyjnego, elektrolitu, temperatury i ciśnienia, a także zastosowanego elektrokatalizatora i elektrody.

## Katalizatory do redukcjiCO2
Zaproponowano wiele homogenicznych i heterogenicznych układów katalitycznych do redukcji CO
2, i w zależności od warunków reakcji można otrzymać różne produkty, w tym tlenek węgla, szczawiany, kwasy karboksylowe, formaldehyd, aceton, metanol lub węglowodory. Katalizatory wykorzystywane w tym procesie, to m.in. katalizatory metaliczne z ligandami bipirydynowymi, katalizatory metaliczne z ligandami makrocyklicznymi, katalizatory metaliczne z ligandami fosfinowymi lub metale (np.: Cu, Au, Pb, Hg czy Ni).
W obecności Pb, Hg, Tl lub Sn powstają głównie mrówczany; Pt czy Fe powodują głównie wydzielanie wodoru, natomiast zastosowanie Pd, Au lub Ag prowadzi do powstanie tlenku węgla. Wysoką aktywność podczas redukcji CO
2 wykazują katalizatory miedziowe, np. tlenek miedzi(I) (Cu
2O). Umożliwiają one redukcję CO
2 m.in. do etanolu, metanu, lub etanu. Redukcja taka przebiega zgodnie z mechanizmami obejmującymi zwykle więcej niż dwa elektrony na cząsteczkę CO
2, dając tym samym produkty bardziej zredukowane niż tlenek węgla czy mrówczan.